# Kitwe

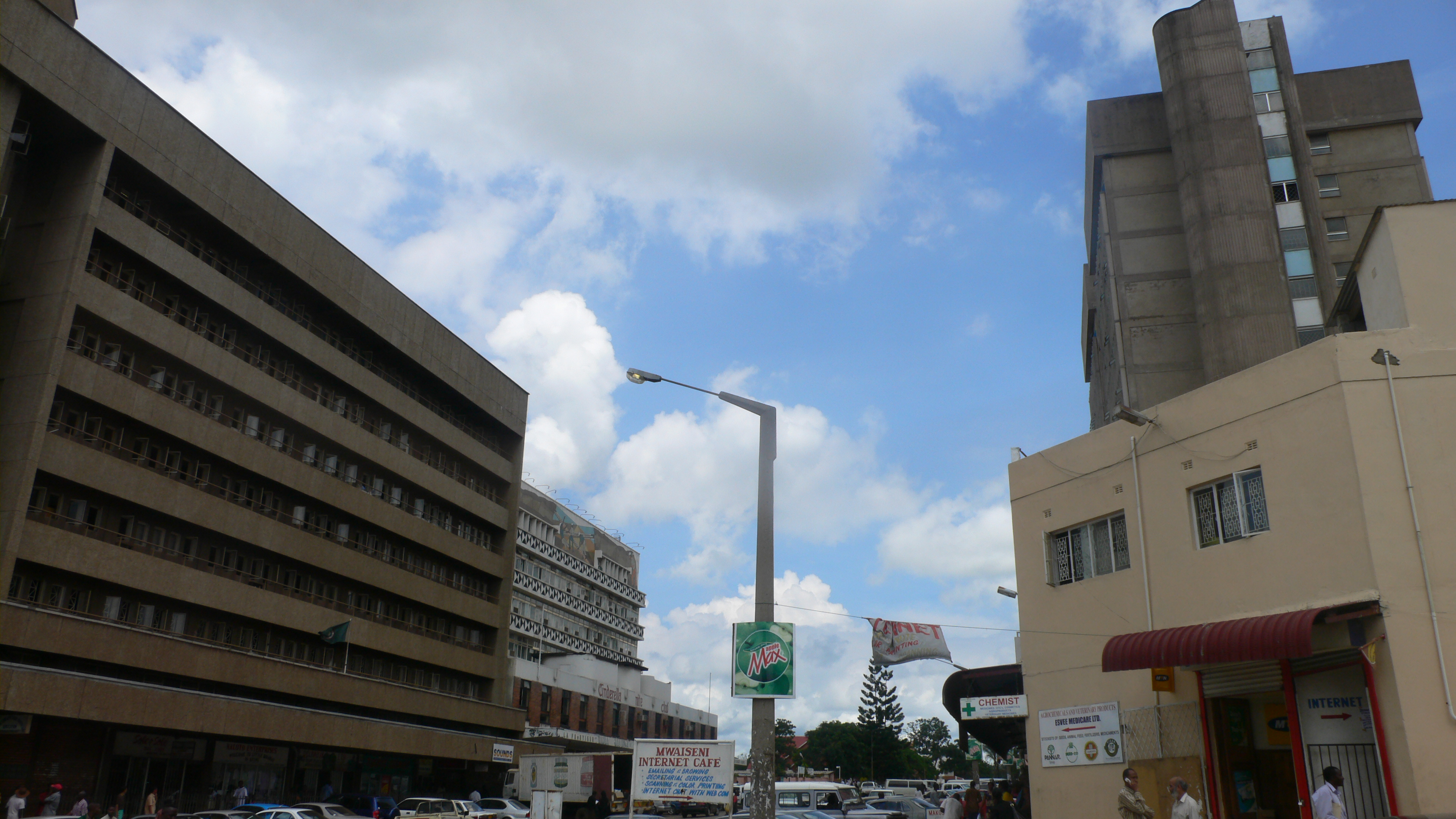

Kitwe é uma cidade e um distrito da Zâmbia, localizados na província Copperbelt, norte do país. Foi fundada em 1936.

## Cidade Irmã
- Ponta Grossa, Paraná, Brasil